# Lidija Kawina

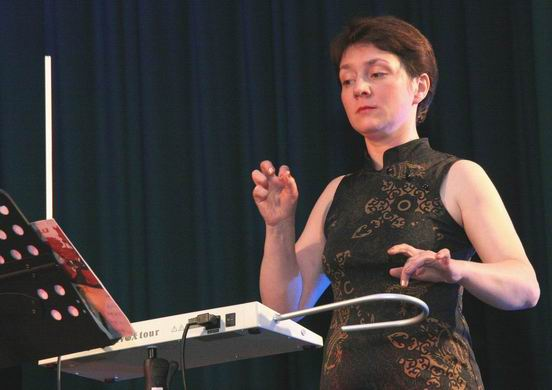
Lidija Kawina na koncercie w 2005 roku

Lidjia Jewgienjewna Kawina (ros. Лидия Евгеньевна Кавина; ur. 8 września 1967 w Moskwie) – rosyjska artystka grająca na thereminie.
Wnuczka kuzyna rosyjskiego wynalazcy Lwa Termena, uczyła się gry na wynalezionym przez niego instrumencie już w wieku dziewięciu lat. Pięć lat później dała swój pierwszy koncert.
Kawina występowała solo w tak prestiżowych miejscach jak Sala Bolszoj Konserwatorium Moskiewskiego, Moskiewskim Międzynarodowym Centrum Sztuki z Narodową Orkiestrą Filharmoników Rosyjskich pod batutą Władimira Spiwakowa czy w pałacu Bellevue w Berlinie. Występowała na festiwalu Caramoor z Orchestra St. Luke's, na New York's Lincoln Center Festival, Holland Music Festival, Martinů Festival, Electronic Music Festival w Bourges i na moskiewskim festiwalu "Avantgarde".
Kawina gra klasyczny repertuar, m.in. dzieła Martinů, Schillingera czy Spellbound Rózsy, także utwory mniej znane, jak Equatorial Edgara Varèse’a albo Testament Nikołaja Obuchowa. Także komponuje i naucza gry na thereminie w Zachodniej Europie, Rosji i Stanach Zjednoczonych.
Razem z London Philharmonic Orchestra nagrała ścieżkę dźwiękową do filmów Ed Wood, eXistenZ i Mechanik. W 1994 roku wystąpiła także w filmie biograficznym o Lwie Termenie Theremin: An Electronic Odyssey.

## Dyskografia
- Music from the Ether, Mode records, 1999
- Concerto per Theremin. Live in Italy, Teleura, 2000
- Touch! Don't Touch! - Music for Theremin razem z Barbarą Buchholz, WERGO, 2006
- Spellbound!, Mode records, 2008

Gościnnie
- Music for Films III Music by Brian Eno, Opal Records, 1988
- Ed Wood: Original Soundtrack Recording Music by Howard Shore, Hollywood Records, 1994
- eXistenZ, Soundtrack Music by Howard Shore', RCA Victor, 1999
- Black Black Magic Music by Messer Chups, Solzne Records, 2002
- Crazy Price Music by Messer Chups, Solzne Records, 2003
- Baehlamms Fest Music by Olga Neuwirth, Kairos, 2003
- The Machinist, Soundtrack Music by Roque Baños, Melodramma Records, 2005

Video
- Mastering the Theremin, Big Briar, 1995
- Concerto per Theremin. Live in Italy, Teleura, 2001